# チャールズ・サンガー・メレン
チャールズ・サンガー・メレン（Charles Sanger Mellen、1852年8月16日 - 1927年11月17日）は、アメリカ合衆国における鉄道の経営者である。1897年から1903年までノーザン・パシフィック鉄道（NP）の、続いて1903年から1913年までニューヨーク・ニューヘイブン・アンド・ハートフォード鉄道（NH）の社長を務めた。

## 生涯

### 生い立ち
メレンは1852年8月16日 にマサチューセッツ州ローウェルで生まれた。その直後、メレンは家族とともにニューハンプシャー州コンコードに転居し、メレンはそこで1867年に高校を卒業するまで過ごした。
大学に入学するのではなく、メレンは1870年からコンコードでノーザン・ニューハンプシャー鉄道の事務員として、鉄道員のキャリアをスタートさせた。やがて短期間だけセントラル・バーモント鉄道に転じ、またノーザン・ハンプシャー鉄道に復帰したのち、ボストン・アンド・ローウェル鉄道（B&L）に転じた。そこで彼は管理者となった。

### 経営者としてのキャリアのスタート
B&Lはボストン・アンド・メーン鉄道（B&M）にボストンまでの路線をリースすることで収入を得ていた。その経営策がB&Mをして自前でボストンまでの路線を建設させ、そのことについてニューハンプシャー裁判所で争われることになった。B&Lがこの訴訟に敗訴したときには、メレンは社長となっていた。
1887年、B&Lは独立した鉄道としての運行をやめ、B&Mに完全にリースされることとなった。1888年から1892年までの間にメレンは購買の担当であった。そしてユニオン・パシフィック鉄道（UP）のゼネラル・トラフィック・マネージャーとなった。UPでは、ダイアモンド・ジム・ブラディ（Diamond Jim Brady）と交友を結んだ。
1892年、メレンはニューヨーク・アンド・ニューイングランド鉄道（のちNHがリース）のゼネラル・マネージャーとなった。当時、同鉄道はNHと多少のトラブルが起きていた。同年11月、NHの社長であるチャールズ・P・クラーク（Charles P. Clark）は、商売敵であるメレンを引き抜いた。メレンはのちに「クラークは、ニューイングランドはもういやだと言っていた」と証言している。
NHの経営に参画したメレンは、NYCとの取引でNHに有利に事を運んだ。この件について、NHとNYCの取締役だったチョーンシー・デピュー（Chauncey Depew）はジョン・モルガンに不満を述べたことで、メレンはモルガンの注意を引くこととなった。
モルガンの祖父、ジョーゼフ・モルガンはハートフォード・アンド・ニューヘイブン鉄道（NHの前身のひとつ）の設立時の出資者であったという経緯から、モルガンは1891年にNHの取締役になった。

### モルガンの意をくんでNPへ
モルガンが経営するマーチャント・バンク、J・P・モルガン・アンド・カンパニーは、1893年秋に倒産したノーザン・パシフィック鉄道の破産管財を担っていた。メレンは会社再建のために積極的な働きをし、混乱していたNPの経営再建の目処が立った1897年に社長に就任した。（この間の経緯は「ノーザン・パシフィック鉄道・モルガンの介入」 も参照）
メレンが在任している間、NPの収入は156%に増加。その割を食った形になったのがグレート・ノーザン鉄道（GN)である。メレンはNPを太平洋に到達させ、GNとそのルートを争った（GNとは、のちにノーザン・セキュリティーズとして連合する）。GNの設立者の一人であるジェームズ・ジェローム・ヒルは「モルガンはメレンを過大評価している」としていた。しかし、この時点でメレンはモルガンに忠実な人物であった。メレンは「自分はモルガンの配下にいることを誇りに思っている」と語っている。
しかしメレンは、モルガン・ヒルグループとエドワード・ヘンリー・ハリマンがNPの株をめぐって敵対し、ハリマンがNPを乗っ取ろうと策謀していることを知らされていなかった。この動きは、ハリマンがNPの子会社であるシカゴ・バーリントン・アンド・クインシー鉄道（CB&Q）を手に入れるためにNPごと入手しようとしたもので、1901年恐慌の原因となったもので、一連の動きをノーザン・パシフィック・コーナーと呼ぶ。メレンはこの動きにおいて、蚊帳の外であった。

### NHの経営者として
クラークが1900年にNHの社長を辞任したとき、メレンはそれについて調査をしたが、モルガンはメレンをNPに必要な人物として社長に留め置いた。1903年までにモルガンの考えは変化した。NHの社長にメレンを指名し、ニューイングランド州におけるモルガニゼーションに着手した。モルガニゼーションとは鉄道会社の財務体質を改め、信頼できる者に経営させ、鉄道事業の再建を図りながら鉄道の独占による利益の拡大を目指すもので、これをニューイングランドの鉄道、汽船、路面電車などの交通機関に敷衍し、ニューイングランドの交通機関の独占を図った。
NHは利益の出なさでは特筆すべき存在のニューヨーク・オンタリオ・アンド・ウェスタン鉄道（ New York, Ontario and Western Railroad、OW）までも買収。B&Mを強引に買収しようとしたようなメレンの手法は批判を招き、のちに合衆国最高裁判所の裁判官となったルイス・ブランダイスとの交通機関の独占を巡る論争に発展した。ブランダイスは反トラストの急先鋒として、モルガン陣営を追求していた人物である。
NHの社長となったメレンはニューイングランドの鉄道の再編、統合と近代化を断行した。メレンの手法では多額の買収費用と裏金を要し、建設費は高騰し、多額の借金を残した。モルガンのパートナーであるジョージ・パーキンス（ George Walbridge Perkins）が1908年5月に書いたモルガン宛の書簡によれば、「私はこの数年間、メレンがNHの財政を混乱させていると感じているし、一般的な認識もそうだと思う」としている。
NHがモルガニゼーションに失敗したことは、モルガンを困惑させた。メレンとモルガンのとった運輸の独占という経営策はNHを系列会社336、従業員12万5000人という規模にまで拡大してしまう。経営が圧迫されたしわ寄せは保線の省略を招き、事故が続発するようになる。ついには財政上のトラブルを招き、1935年に倒産に至る。ニューイングランドにおけるメレンのモルガニゼーションの結果として、メレンはメーン・セントラル鉄道、OW、B&Mの社長も兼任した。

### 最後まで誓った忠節
モルガンは高齢となっていた。NHに困難が訪れるなどして彼がプジョー委員会（金融機関主導のトラストを監視する連邦議会の小委員会）で証言を求められたときも、体調が優れなかった。1913年3月31日、モルガンは死去。プジョー委員会で証言するという思い役割はメレンが引き継ぎ、反トラスト法違反の容疑で起訴された。メレンは約1000万ドルという金額がニューヨーク・ウェストチェスター・アンド・ボストン鉄道のフランチャイズ化とニューヨーク・アンド・ポートチェスター鉄道のフランチャイズ化に関する争議に関連して支払われたことを証言した。